# Marion-Krankheit
Marion-Krankheit, englisch Marion's disease, ist eine nicht mehr gebräuchliche Bezeichnung für eine angeborene (primäre) Blasenhalsobstruktion (PBNO).
Es handelt sich dabei um eine angeborene Stenose des Blasenhalses mit Fehlbildung des Schließmuskels und gestörter Nervenversorgung, meist beim männlichen Geschlecht.
Die Namensbezeichnung bezieht sich auf den Erstautoren der Erstbeschreibung aus dem Jahre 1933 durch den französischen Chirurgen und Urologen Georges Marion (1869–1960).